# Adisura similis
Adisura similis är en fjärilsart som beskrevs av Moore 1881. Adisura similis ingår i släktet Adisura och familjen nattflyn. Inga underarter finns listade i Catalogue of Life.